# Ковары
Ковары (пол. Kowary, нем. Schmiedeberg im Riesengebirge)  —  город  в Польше, входит в Нижнесилезское воеводство,  Еленегурский повят.  Занимает площадь 37,39 км². Население — 12 500 человек (на 2004 год).

## Фотографии

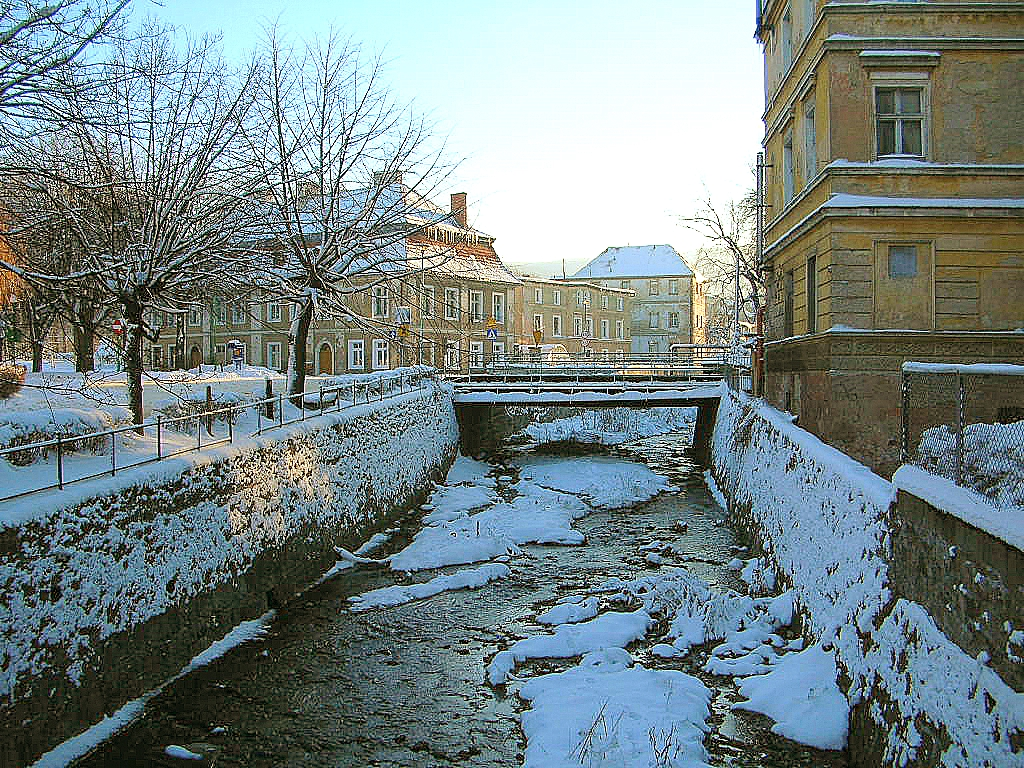
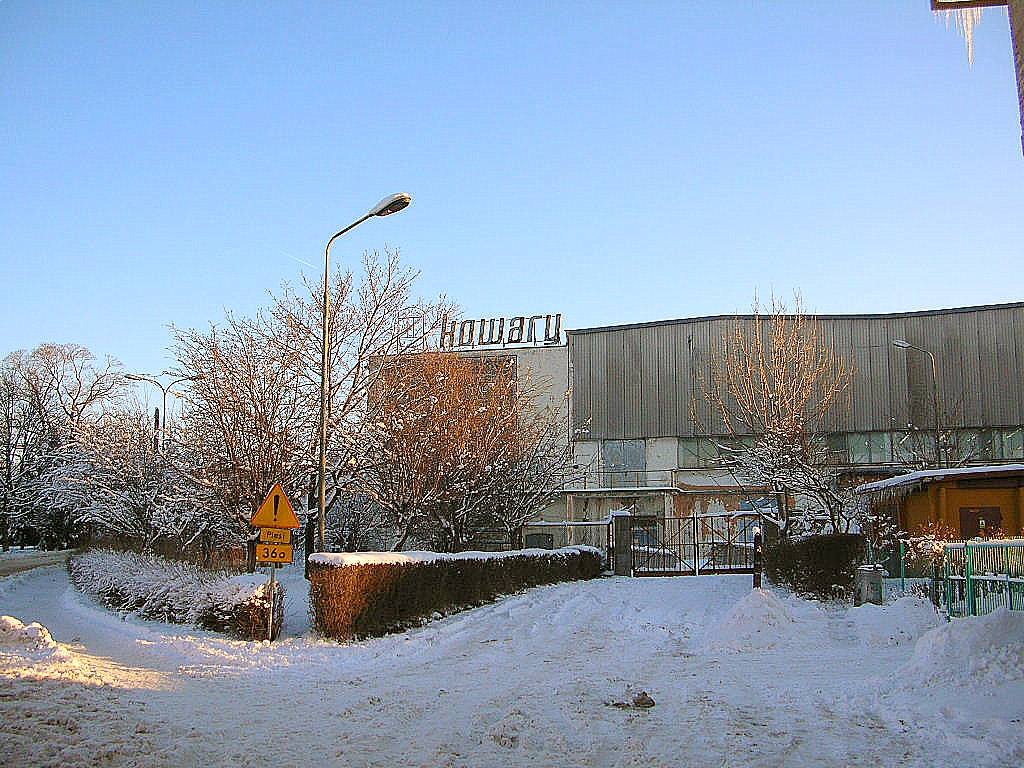
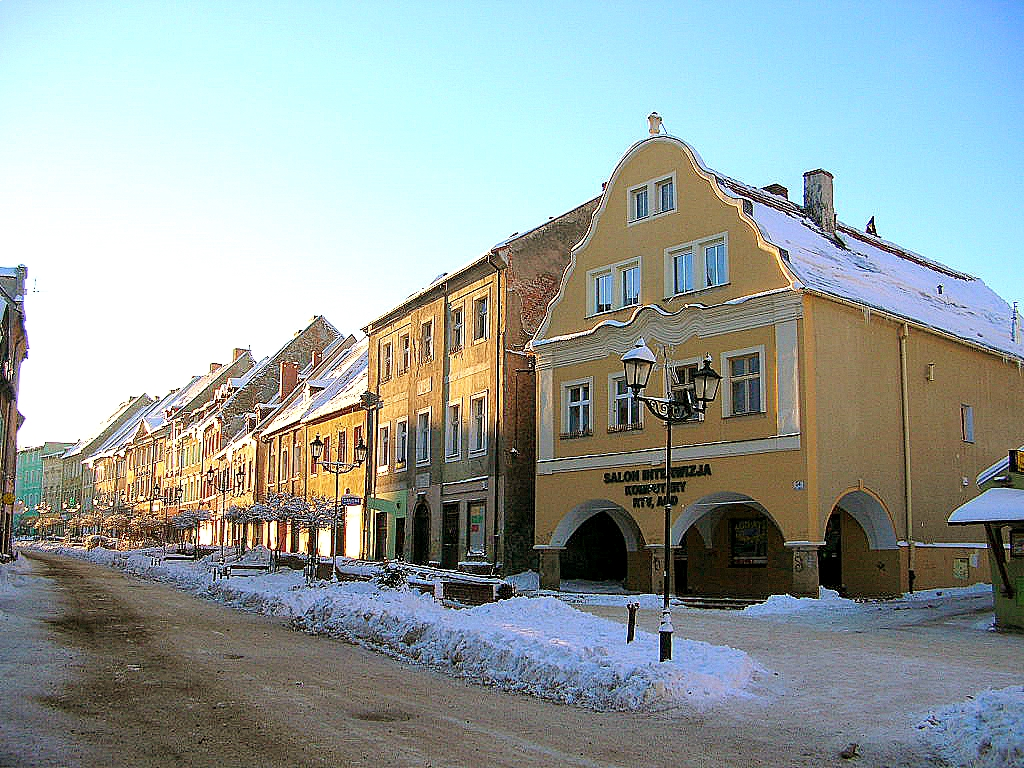
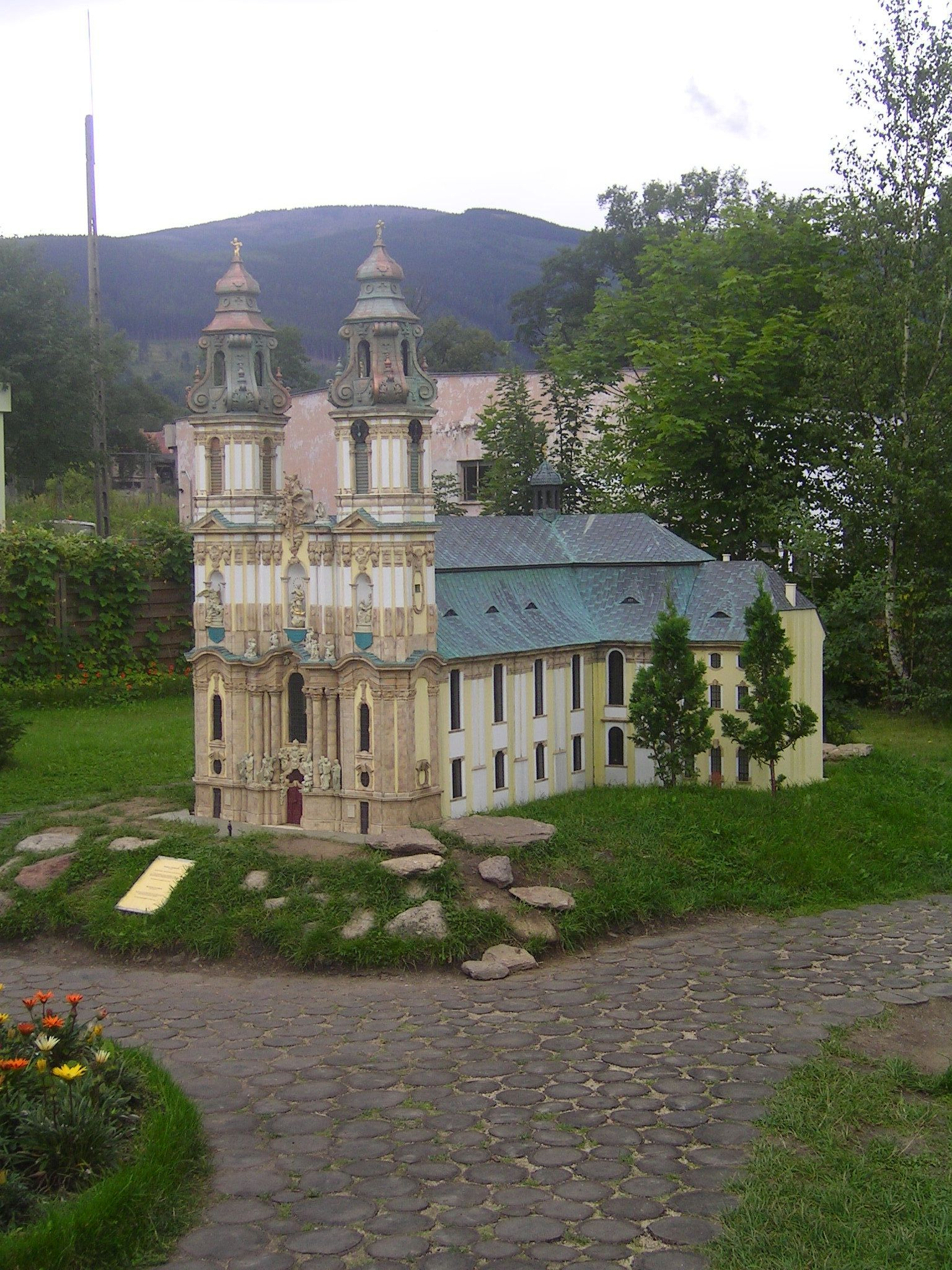
Парк
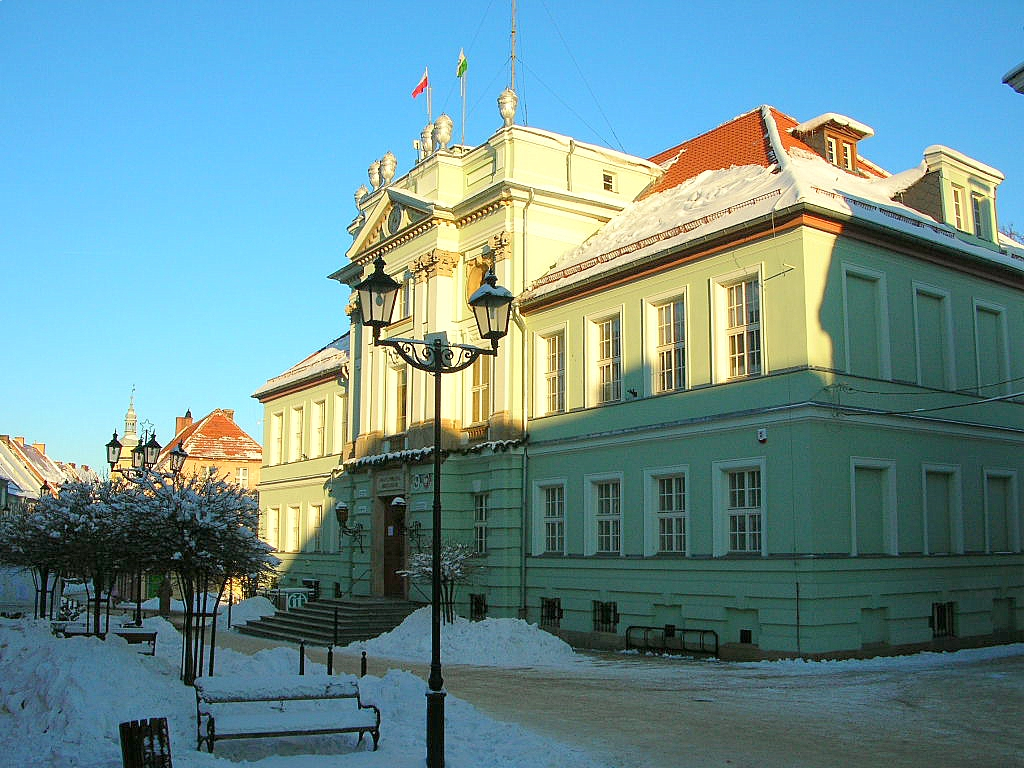
Ратуша
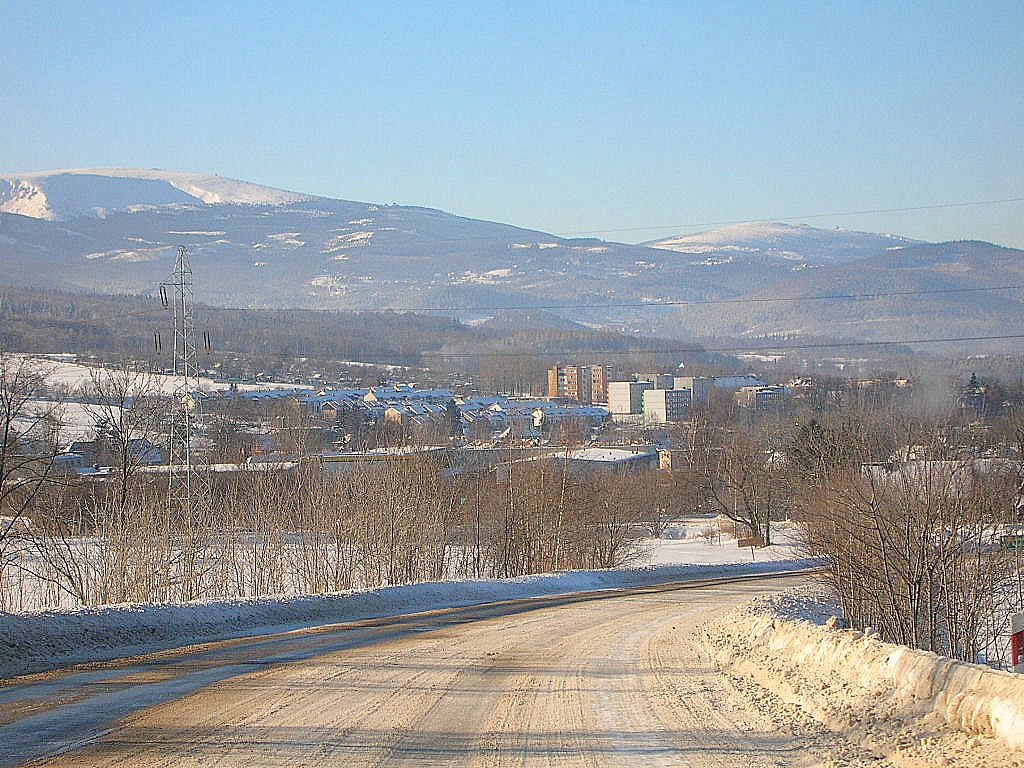